# فاوکوو
فاوکوو (به لهستانی:  Fałków) یک روستا در لهستان است که در گمینا فاوکوو واقع شده‌است. فاوکوو  ۱٬۱۰۰ نفر جمعیت دارد.